# Mlýnský potok
De Mlýnský potok (letterlijk vertaald: Molenbeek) is een arm van de rivier Morava in Tsjechië. De totale lengte van de arm is meer dan 36 kilometer en stroomt voornamelijk in een zuidoostelijke richting. De Mlýnský potok scheidt zich bij het dorp Řimice, op de grens van de gemeenten Bílá Lhota en Mladeč van de Morava af en vloeit in Olomouc weer met de Morava samen. Voor een deel van de loop van de rivier arm vormt het de zuidelijke grens van het Chráněná krajinná oblast Litovelské Pomoraví.